# 现代战争系列
现代战争系列是由Gameloft制作并发行，运行于iOS、Android、Windows Phone、BlackBerry PlayBook等系统的移动平台第一人称射击游戏。此系列发行了7部作品，包括1部外传。游戏于2009年8月27日发售了首个版本《现代战争：沙漠风暴》。玩家在每一部中扮演的主角不相同，直至《现代战争4：决战时刻》加入了反派角色爱德华·佩吉供玩家操纵外，大部分可被操控的人物都是以一名美国陆军士兵为原型。游戏的剧情围绕恐怖主义展开。游戏的玩法类似于使命召唤系列。

## 作品
| 2009 | 现代战争：沙漠风暴  | Modern Combat: Sandstorm       | IOS, Android, WebOS, Bada                                         |
| 2010 | 现代战争2：黑色飞马 | Modern Combat 2: Black Pegasus | IOS, Android, Sony Ericsson Xperia Play, BlackBerry PlayBook      |
| 2011 | 现代战争：支配      | Modern Combat: Domination      | PlayStation Network                                               |
| 2011 | 现代战争3：堕落国度 | Modern Combat 3: Fallen Nation | IOS, Android, Bada 2.0, BlackBerry PlayBook                       |
| 2012 | 现代战争4：决战时刻 | Modern Combat 4: Zero Hour     | IOS, Android, Windows Phone 8, BlackBerry 10, BlackBerry PlayBook |
| 2014 | 现代战争5：眩晕风暴 | Modern Combat 5: Blackout      | IOS, Android, Windows Phone 8, Windows 8                          |
| 2017 | 现代战争6:对决      | Modern Combat 6: Versus        | IOS, Android, Windows 10                                          |

### 现代战争：沙漠风暴
《现代战争：沙漠风暴》是Gameloft现代战争系列的第一部作品，于2009年8月27日发行。该游戏与《使命召唤4：现代战争》相似。玩家需要通过扮演一名美军军官，前往剿灭一个偏远的武装恐怖分子集团。游戏的单人模式含有十个任务，并带有线上及本地多人模式，最多支持6位玩家对战。游戏支持陀螺仪操作。游戏展现了现代战争系列的特点。玩家有不同枪械可以使用。包括了突击步枪，狙击步枪，RPG火箭筒，散弹枪，冲锋枪，轻机枪，重机枪等。同时还提供了投掷手榴弹、蹲伏动作等操作。

### 现代战争2：黑色飞马
《现代战争2：黑色飞马》于2010年10月4日发行。此部作品增加了新的场景，更复杂的剧情，提升了游戏的画质，并且增加了多人模式下能同时联机的游戏人数。在单人离线模式中有12个任务。玩家将要在不同的关卡中扮演三位主角：沃伦斯少尉（《现代战争：沙漠风暴》主角），安德森中士，士兵纽曼，在全球的不同地方作战。游戏同样提供了多人模式，支持10位玩家在线对战。

### 现代战争3：堕落国度
《现代战争3：堕落国度》于2011年10月27日发行。该作有了全新的剧情，类似于《国土防线》。剧情讲述的是在近未来，一个由朝鲜、俄罗斯和巴基斯坦三国的激进份子组成的联合军队KPR，对美国发动了全面战争。KPR军朝鲜军的唐将军准备在朝鲜向美国发射核弹，由唐斯率领，安德森、沃克和的华盛顿等游戏人物组成的幻影队去阻止这次导弹的发射，最后唐斯引爆了C4炸药使核弹提前爆炸，保护美国本土的故事。

### 现代战争4：决战时刻
《现代战争4：决战时刻》由Gameloft蒙特利尔工作室制作。游戏是Gameloft首款由Havok引擎和布娃娃系统打造的游戏作品。新的havok引擎的引用使得作品的表现力有了进一步提升。此作有12个单人关卡。同时游戏提供了最多支持12人同时对战的多人模式，最新版本的多人模式提供了11张基于单人模式背景开发的地图，以及10种对战模式。

### 现代战争5：眩晕风暴
《现代战争5：眩晕风暴》由Gameloft布加勒斯特工作室制作。游戏继续采用Havok引擎，这部作品需要玩家全程联网。

## 评价
| 游戏                | Metacritic |
| ------------------- | ---------- |
| 现代战争：沙漠风暴  | NA         |
| 现代战争2：黑色飞马 | 90/100     |
| 现代战争：支配      | 67/100     |
| 现代战争3：堕落国度 | 88/100     |
| 现代战争4：决战时刻 | 82/100     |
| 现代战争5：眩晕风暴 | 81/100     |

现代战争系列的主要作品都获得了较正面的评价，但外传《现代战争：支配》受到了一些批评。